# Oberamt Urach

Karte der württembergischen Oberämter, Stand 1926

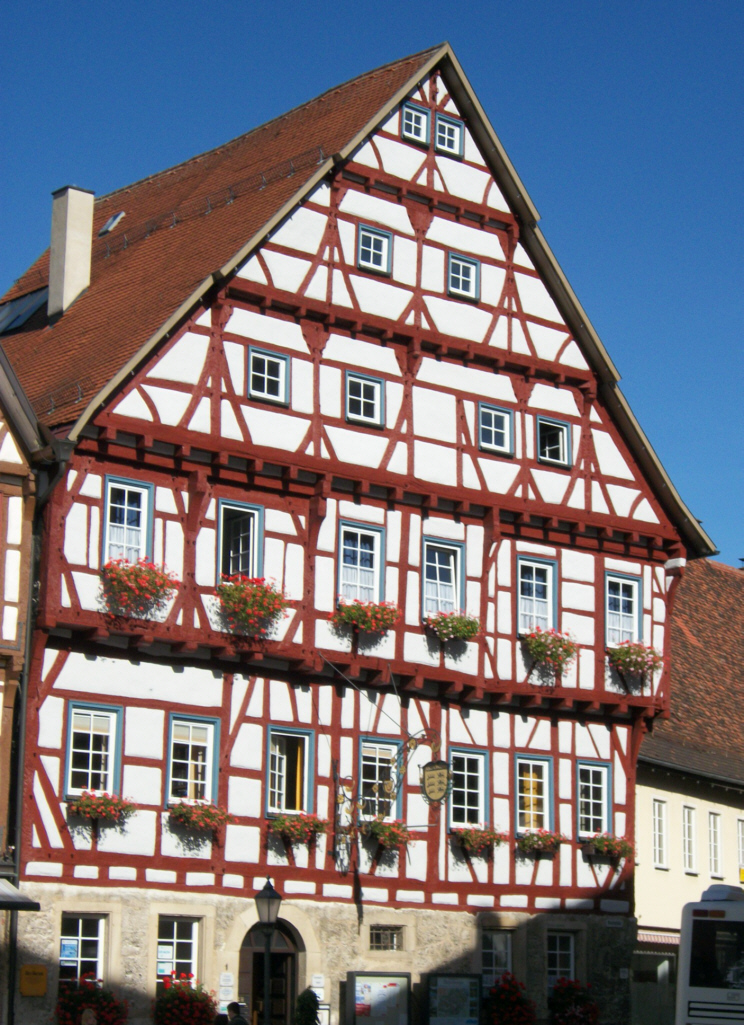
Ehemaliges Oberamtsgebäude in Bad Urach

Das Oberamt Urach war ein württembergischer Verwaltungsbezirk (auf beigefügter Karte #56), der 1934 in Kreis Urach umbenannt und 1938 aufgelöst wurde, wobei seine Gemeinden an die Landkreise Reutlingen und Münsingen fielen. Allgemeine Bemerkungen zu den württembergischen Oberämtern siehe Oberamt (Württemberg).

## Geschichte

Oberamt Urach, Gebietsstand 1813, mit den früheren Ämtergrenzen

Bereits seit Ende des 13. Jahrhunderts war die Stadt Urach Hauptort einer württembergischen Vogtei. Das hieraus entstandene altwürttembergische Amt, seit 1758 Oberamt, umfasste im 16. Jahrhundert rund 70 Orte und blieb, auch nachdem 1654 das Amt Münsingen und 1699 das Amt Pfullingen abgetrennt worden waren, die größte Verwaltungseinheit des Herzogtums. 1808, im Zuge der Neuordnung der Oberämter, musste der Bezirk weitere Orte abtreten: das Unteramt Willmandingen ans Oberamt Reutlingen und die Unterämter Laichingen und Steingebronn ans Oberamt Münsingen. Dem stand nur geringer Gebietszuwachs in Form von Aglishardt gegenüber, das als ehemalige Grangie des Klosters Bebenhausen auch nach der Reformation beim dortigen Klosteramt verblieben war. Nachbarn waren nach der Neuordnung die württembergischen Oberämter Nürtingen, Kirchheim, Geislingen, Münsingen, Reutlingen und Tübingen.

## Gemeinden

### Einwohnerzahlen 1831
Folgende Gemeinden waren 1831 dem Oberamt Urach, das zum Schwarzwaldkreis zählte, zugeordnet:
| Nr. | frühere Gemeinde          | Einwohnerzahl 1831 | Einwohnerzahl 1831 | heutige Gemeinde      |
| Nr. | frühere Gemeinde          | evangel.           | kathol.            | heutige Gemeinde      |
| --- | ------------------------- | ------------------ | ------------------ | --------------------- |
| 1   | Urach                     | 3001               | 11                 | Bad Urach             |
| 2   | Bempflingen               | 604                | –                  | Bempflingen           |
| 3   | Bleichstetten             | 191                | –                  | St. Johann            |
| 4   | Böhringen mit Strohweiler | 904                | –                  | Römerstein            |
| 5   | Dettingen                 | 2700               | 4                  | Dettingen an der Erms |
| 6   | Donnstetten               | 668                | 1                  | Römerstein            |
| 7   | Ehningen 1                | 4908               | –                  | Eningen unter Achalm  |
| 8   | Gächingen                 | 587                | –                  | St. Johann            |
| 9   | Glems                     | 563                | –                  | Metzingen             |
| 10  | Gruorn                    | 469                | –                  | Gutsbezirk Münsingen  |
| 11  | Hengen                    | 328                | 6                  | Bad Urach             |
| 12  | Hülben                    | 523                | –                  | Hülben                |
| 13  | Lonsingen                 | 302                | –                  | St. Johann            |
| 14  | Metzingen                 | 4039               | –                  | Metzingen             |
| 15  | Mittelstatt 2             | 976                | –                  | Reutlingen            |
| 16  | Neuhausen                 | 1134               | –                  | Metzingen             |
| 17  | Ohnastetten               | 164                | –                  | St. Johann            |
| 18  | Pliezhausen               | 1644               | –                  | Pliezhausen           |
| 19  | Reicheneck                | 136                | –                  | Reutlingen            |
| 20  | Riederich                 | 610                | –                  | Riederich             |
| 21  | Rietheim                  | 287                | –                  | Münsingen             |
| 22  | Seeburg                   | 306                | –                  | Bad Urach             |
| 23  | Sirchingen                | 151                | –                  | Bad Urach             |
| 24  | Sondelfingen              | 808                | –                  | Reutlingen            |
| 25  | Trailfingen               | 463                | –                  | Münsingen             |
| 26  | Upfingen                  | 384                | –                  | St. Johann            |
| 27  | Wittlingen                | 515                | –                  | Bad Urach             |
| 28  | Würtingen                 | 763                | –                  | St. Johann            |
| 29  | Zainingen                 | 866                | –                  | Römerstein            |
|     | Summe                     | 28518              | 22                 |                       |

### Änderungen im Gemeindebestand seit 1813

Gemeinden und Markungen um 1860

Um 1825 wurde Strohweiler nach Böhringen eingemeindet.
1826 wurde die Achalm von Eningen nach Reutlingen (Oberamt Reutlingen) umgemeindet.
1829 wurde Reicheneck von Mittelstadt getrennt und zur selbständigen Gemeinde erhoben.
1831 erhielt Metzingen das Stadtrecht.
1842 kam die Gemeinde Grabenstetten vom Oberamt Nürtingen zum Oberamt Urach. Gleichzeitig verließen Pliezhausen (zum Oberamt Tübingen) und Eningen (zum Oberamt Reutlingen) den Bezirk.
1937 fiel der Beschluss, die gesamte Markung Gruorn in den Truppenübungsplatz Münsingen einzubeziehen. Die Einwohner wurden bis 1939 umgesiedelt.

## Amtsvorsteher
- 1795–1810: Karl Ludwig Röslin (1749–?)
- 1810–1814: Christoph Maximilian von Griesinger (1763–1831)
- 1814–1818: Christoph Friedrich von Schmidlin (1780–1830)
- 1819–1831: Friedrich Ludwig von Kauffmann (1765–1843)
- 1831–1844: Carl Christian Friedrich Weckherlin (1790–1853)
- 1844–1856: Immanuel Gottlob Kober (1801–1870)
- 1856–1871: Philipp Gottlieb Osiander (1803–1876)
- 1872–1882: Gustav Adolph Bockshammer (1824–1882)
- 1882–1887: Theodor Pichler (1835–1887)
- 1887–1890: Hartmund Güntner (1827–1897)
- 1890–1894: Eugen Hilbert (1854–1939)
- 1894–1902: Franz Ruisinger (1839–1915)
- 1902–1912: Gustav Adolf Wessinger (1861–1920)
- 1912–1920: Wilhelm Etzel (1871–1922)
- 1920–1923: Fritz Adae (1875–1967)
- 1923–1937: Theodor Kreeb (1882–1954)
- 1937–1938: Helmut Weihenmaier (1905–1995) (als Amtsverweser)